# Marolio
Marolio es una empresa argentina de alimentos. Marolio vende más de 800 productos diferentes bajo diferentes marcas, entre los que se encuentran: mate, café, harina, palmitos, yerba mate, mermelada, cacao, picadillo, paté, caballa, arroz, arvejas, sardinas, atún, choclo y lentejas, entre otros.Una de sus marcas, de igual nombre, es de las más vendidas de la Argentina.

## Historia
Fue fundada por Felipe Marvaso, un inmigrante italiano, en la década de 1950. El nombre de la empresa proviene de las tres primeras letras del apellido unidas a la palabra olio (aceite), el producto inicial.
En 1984 Víctor Fera, dueño de los supermercados mayoristas Maxiconsumo, adquirió Marolio con la intención de avanzar en una extensión de la marca.

## Producción
Marolio tiene una planta en Salto de las Rosas, provincia de Mendoza, donde elabora sus productos de línea roja, ya que cuenta con producción propia y local de tomates. También cuenta con una bodega en San Rafael.
Tiene, asimismo, una planta de producción en el barrio porteño de Villa Lugano. Allí, entre otras cosas, se produce jugo de limón, aceto balsámico y se envasa aceite de oliva.
En el partido de General Rodríguez, provincia de Buenos Aires, cuenta con la planta de fideos más grande de América del Sur. En la provincia de Santa Fe Marolio cuenta con un arrozal propio. 

## Jingle
Marolio es conocida a nivel nacional no solo por sus productos, sino también por un característico jingle, grabado en 2001, que enumera algunos de ellos y sale en las publicidades de la marca desde entonces. Los autores del jingle son los músicos Alejandro Ridilenir, reconocido guitarrista y Gustavo Ridilenir, saxofonista y flautista, integrante, entre otros, de los grupos Ilya kuriaky and the Valderramas y Dancing Mood. El autor de la letra es Osvaldo Botaya, dueño de The Sound Studio y docente  de la carrera de Publicidad. El jingle fue grabado por la cantante Andrea Báez, quien luego pasaría a formar parte del grupo de coristas de Ciro y los Persas. En 2017, en uno de los recitales de esta banda de rock, la corista cantó el jingle de Marolio ante la multitud reunida en el Estadio Luna Park de Buenos Aires. En 2020 se viralizó el video de una nena que bailaba el jingle de Marolio con una coreografía de hip-hop.